# Анкудинов, Игорь Юрьевич
Игорь Юрьевич Анкудинов (род. 1964) — российский историк и археограф. Автор и составитель большого числа публикаций исторических источников, в первую очередь, по истории Новгорода Великого и прилегающих территорий.

## Биография
Старший научный сотрудник Государственного архива Новгородской области. Редактор «Новгородского архивного вестника» (с 2012 года). Награждён благодарностью губернатора Новгородской области и архиерейской грамотой митрополита Новгородского и Старорусского Льва.

## Основные работы
- Отрывок пергаменной рукописи в Новгородском областном архиве // Новгородский архивный вестник. — 1999. — N 1. — С. 37-41;
- Новгородские древности: Граффити из церкви Петра и Павла на Синилищи // Новгородские древности : (Проблемы истории архитектуры Новгородской земли XII—XVII вв. : Сборник статей). — М., 2000. — С. 291—295;
- Локализация границы между Водской и Шелонской пятиннами вблизи Новгорода // Новгородский архивный вестник. — 2002. — N 3. — С. 52-57;
- Водоотводные сооружения Новгорода по документам XVII века // Новгородский архивный вестник. — 2002. — № 3. С. 155—159;
- Акты Новгородского Духова монастыря 1574—1595 годов // Русский дипломатарий. — 2003. — Выпуск 9. — С. 339—353 [совместно с К. В. Барановым];
- Картографические материалы Елизаветинского межевания по окрестностям Новгорода // Новгородский исторический сборник. — 2003. — Выпуск 9 (19): (К 950-летию Софийского собора (1045—1050/52)). — С. 435—459;
- Две купчие XV века новгородского Николо-Островского монастыря на земли в Старой Руссе // Русский дипломатарий. — 2004. — Выпуск 10. — С. 3-7;
- Историко-географическое изучение Ильменского Поозерья XV—XVII веков // Вестник Российского гуманитарного научного фонда. — 2007. — Бюллетень. — N. 4 (49). — С. 43-51;
- Роспись новгородских церквей 1615 г. // Новгородский исторический сборник. — 2008. — Вып. 11(21). — С. 367—382;
- Новые письменные источники о новгородском Городище // Новгородский архивный вестник. — 2009. — Выпуск 7. Приложение. — С. 24-43;
- Историко-географическое изучение окрестностей Новгорода Великого XV—XVII веков // Вестник Российского гуманитарного научного фонда. — 2010. — Бюллетень. N. 3 (60). — С. 27-35.
- Британские «туристы» в Новгороде в 1701 году // Россия — Великобритания: Пять веков культурных связей. Материалы VI Международного петровского конгресса. Санкт-Петербург, 6-8 июня 2014 года. — СПб., 2015. — С. 88-94.
- Особенности печатей при двух псковских грамотах XV в., адресованных в Ригу и Колывань // Грани русского Средневековья: сборник статей к 90-летию Юрия Георгиевича Алексеева. — М.: Древлехранилище, 2016. — С. 132—134.
- Неразысканные новгородские и псковские грамоты XII—XV вв. // Историк и источник: сборник статей к юбилею Сергея Николаевича Кистерева. — СПб., 2018. — С. 3-16.
- Новгородские восковые печати XIV—XV вв.: материалы к каталогу // Новгородский архивный вестник. — 2019. — Выпуск 15. — С. 56-71.
- Отражение в актовых источниках XIII—XV вв. деятельности новгородцев на Севере и в Приуралье и Зауралье // Археология Севера России «Югра — волость Новгорода Великого в XI—XV вв.». — 2019. — Вып. 9. Ч. 2. — С. 53-59.
- О локализации топонимов новгородских поземельных актов XII—XV вв. // Ономастика Поволжья. Материалы XVII Международной научной конференции. — Новгород, 2019. — С. 118—121.
- Новые материалы о псковских актах XV — начала XVI в. // Археология и история Пскова и Псковской земли. — 2020. — № 35 (65). — С. 188—198.

## Отдельные публикации источников
- Писцовые и переписные книги Новгорода Великого XVII — начала XVIII вв.: Сборник документов — СПб.: Дмитрий Буланин, 2003. — XIV, 664 c. — ISBN 5-86007-379-8;
- Писцовые и переписные книги Старой Руссы конца XV—XVII вв. — М.: Рукописные памятники Древней Руси, 2009. — 532 с. — ISBN 978-5-9551-0310-5;
- Приходная книга новгородского Дома Святой Софии 1576/77 г.: («Книга записи софийской пошлины») — М., СПб.: Альянс-Архео, 2011. — 280 с. — ISBN 978-5-98874-065-8 [совместно с А. А. Фроловым];
- Материалы по истории землевладения окрестностей Новгорода Великого. — М.: Глобал Ком, 2013. — 231 с. — ISBN 978-5-9551-0636-6;
- Акты Новгородского Вяжищского монастыря конца XV — начала XVII в.: [сборник документов]. — М.: Рукописные памятники Древней Руси, 2013. — 263 с. — ISBN 978-5-9551-0641-0;
- Писцовые и переписные книги Торжка XVII — начала XVIII в. — М.: Рукописные памятники Древней Руси, 2014. — 648 с. — ISBN 978-5-9551-0728-8 [совместно с П. Д. Малыгиным].
- Ильменское Поозерье и смежные территории в конце XV—XVII вв.: (сборник). М.: Рукописные памятники Древней Руси, 2014. — 454 с. — ISBN 978-5-9551-0719-6